# Cause toujours... tu m'intéresses !
Ne doit pas être confondu avec Koztoujours ou Cause toujours !.
Pour plus de détails, voir Fiche technique et Distribution.
Cause toujours… tu m'intéresses ! est un film français réalisé par Édouard Molinaro en 1978. Il est sorti en 1979 en salles.

## Synopsis
François Perrin est un petit journaliste énonçant les nouvelles à l'antenne de RTL. Seul dans la vie, sa seule « distraction » est son voisin de palier qui lui tient la jambe de temps à autre. Mais un soir d'ennui, il décide d'appeler un numéro de téléphone au hasard. Il tombera sur Christine, pharmacienne un peu vieille fille, qui après avoir hésité à raccrocher immédiatement, se prendra au jeu du charmant inconnu à l'autre bout du fil. Après un rendez-vous manqué, il cherchera à la côtoyer en se faisant passer pour un grand reporter, tandis qu'il continuera à lui téléphoner sous les traits d'un grand écrivain, afin de ne pas la décevoir sur sa petite condition. Pendant ce temps, elle devra se dépêtrer de sa vie familiale, mais surtout de celle de ses proches un brin encombrants...

## Fiche technique
- Réalisation : Édouard Molinaro
- Assistant réalisateur : Michel Leroy
- Scénario : Francis Veber, d'après le roman de Peter Marks
- Musique : Vladimir Cosma
- Directeur de la photographie : Gérard Hameline
- Productrice : Albina du Boisrouvray
- Année de tournage : 1978
- Pays :  France
- Genre : comédie
- Durée : 97 min
- Date de sortie en salles : 18 avril 1979 ( France)
- Affiche : René Ferracci (France)

## Distribution
- Jean-Pierre Marielle : François Perrin
- Annie Girardot : Christine Clément
- Jacques François : Daniel Granier
- Christian Marquand : Georges Julienne
- Brigitte Roüan : Françoise
- Umbañ U Kset : Monsieur M'Ba (crédité Umban U.Ksët)
- Pierre Vernier : René Martin, l'homme à la cravate rouge
- Michel Blanc : l'agent de police au chantier
- Jean-Claude Martin : Maurice Capron
- André Valardy : le barman
- Dominique Lavanant : Michèle, l'ex-femme de François
- Nathalie Courval : Nicole
- Gabriel Cattand : le chirurgien
- Paul Bisciglia : l'agent de police
- Jacqueline Doyen : la concierge
- Jean-Marie Arnoux : un client

## Autour du film
- On peut entendre pendant la scène du bar une musique de Vladimir Cosma reprise du film Je suis timide mais je me soigne de Pierre Richard.